# Liceo Marco Foscarini
Il liceo "Marco Foscarini" è il più antico liceo di Venezia e uno dei più antichi d'Italia essendo stato fondato nel 1807 con decreto di Eugenio di Beauharnais, viceré d'Italia e figlio adottivo di Napoleone I che istituiva sei licei in altrettante città del regno d'Italia. Alla sua fondazione era noto come liceo-convitto di Santa Caterina, dal nome dell'ex convento in cui ha ancora sede, nel sestiere di Cannaregio a poche centinaia di metri dalla riva delle Fondamente Nove, e come I.R. Ginnasio Liceale di Santa Caterina dal 1850 al 1867.

## Storia

### 1807-1867 Il liceo-convitto di Santa Caterina
Nel 1807 Napoleone incaricò il suo viceré in Italia Eugenio di istituire un nuovo tipo di scuola secondaria che, seguendo il modello francese, prese il nome di "liceo".
Il 14 marzo fu firmato il decreto istitutivo di otto licei in altrettante città italiane, anche se furono poi sei i licei effettivamente attivati ("tre Licei con Convitto il primo a Venezia, il secondo a Verona, il terzo a Novara; e tre Licei senza Convitto a Milano, a Bergamo, a Mantova…")
Fu l'abate Anton Maria Traversi, teologo e fisico di vaglia, ad organizzare la nuova scuola e a scegliere il complesso dell'ex convento delle monache agostiniane di Santa Caterina come sede. Il 15 dicembre veniva solennemente inaugurato il Liceo di S. Caterina.
Nel 1814, dopo la battaglia di Lipsia, Venezia tornò austriaca come già tra il 1798 e il 1805. Il Traversi rimase comunque al suo posto come direttore del Convitto fino al 1832 quando gli subentrò un altro abate, Luigi Della Vecchia.
Nel 1848 a Venezia, cacciati gli austriaci, fu proclamata la Repubblica di San Marco; a dirigere la scuola fu chiamato l'abate Ruzzini fino al ritorno degli austriaci nel 1849. Nel 1849 durante l'assedio di Venezia il liceo fu anche colpito da tre proiettili.
Nel 1850 il ministro della pubblica istruzione austriaco ordinò la separazione tra Liceo e Convitto (che durò fino al 1995) e nel 1851 l'unione di Ginnasi e Licei; la scuola prese allora il nome di I.R. Ginnasio Liceale di S. Caterina.
In questo periodo, grazie all'opera di Francesco Rossetti, il Liceo si guadagnò una solida fama nel campo della ricerca scientifica soprattutto in fisica, e mantenne una stretta collaborazione con l'Università di Padova. Dal 1857 al 1858 vi insegnò filosofia e letteratura italiana il poeta Giacomo Zanella.

### 1867-1923 Il liceo "Foscarini"
Il 3 ottobre 1866 Venezia e il Veneto furono annessi al Regno d'Italia. Una delle prime novità fu la decisione di cambiare nome alla scuola; il 25 aprile 1867 il liceo fu intitolato a Marco Foscarini, il "doge letterato".
Il liceo "Foscarini" conservò la sua buona fama, e nel 1880, in una relazione alla Camera dei Deputati, il ministro della P.I. lo definì «meritevole di piena lode e qualificato come uno dei migliori del Regno per frequenza di alunni e per bontà di disciplina e di insegnamento».
Nel 1907 il liceo compì il primo secolo di vita.
Nel 1911 si aprì una sezione di Ginnasio Liceo Moderno, mentre quella tradizionale prendeva il nome di Ginnasio Liceo Classico; durante la Grande Guerra vi fu una drastica riduzione degli iscritti e per qualche tempo il trasloco nei locali dell'altro liceo storico di Venezia, il "Marco Polo".

### 1923-1995 Il "Foscarini" diventa liceo classico
Il "Foscarini" tornò nella sua sede alla fine della guerra; la riforma Gentile del 1923 lo trasformò in liceo classico abolendo il liceo moderno; nello stesso anno divenne preside Carlo Contessa che promosse con molta energia la riforma.
Nel 1937 preside del liceo divenne Luigi Sante Da Rios, illustre matematico e fisico noto per gli studi sulla dinamica dei fluidi. Durante la guerra il Da Rios venne allontanato dall'incarico, colpevole di non aver promosso il figlio di un gerarca. Tornò a presiedere il Liceo alla fine della guerra e fino al 1951.
Nel dopoguerra il "Foscarini" mantenne due sezioni ma alla fine degli anni ottanta perse una sezione rischiando l'estinzione, che fu evitata grazie all'accorpamento del Liceo Orseolo del Lido e all'introduzione dell'informatica nell'ambito del PNI; la progressiva estinzione della succursale del Lido pose però nuovi pericoli per la sua sopravvivenza come scuola autonoma.

### Anni 1990 -  Il liceo si riunifica con il convitto
Nel settembre 1995 venne decisa dopo quasi 150 anni la riunificazione con il Convitto Nazionale. Nel 1996 nasce il sito web del Liceo uno dei primi siti scolastici in Italia.

### Anni 2000 - Il Bicentenario del Foscarini
Nei primi anni 2000 si verifica una forte crescita delle iscrizioni che porta al raddoppio delle sezioni (da due a quattro); nel 2003 si inaugura in due locali del Liceo il Museo di Fisica Traversi che recupera la collezione di strumenti del laboratorio di Fisica dell'Ottocento.
Il 14 dicembre 2007 il "Foscarini" ha celebrato il suo 200º compleanno, una delle prime scuole italiane a raggiungere questo traguardo. Per l'occasione sono stati pubblicati tre libri sulla storia del liceo, le Poste italiane hanno emesso un francobollo ed è stata coniata una medaglia commemorativa.

### Anni 2010 - L'introduzione dell'indirizzo classico europeo
A partire dall'anno scolastico 2010-2011, è stato introdotto al Liceo "Foscarini" l'indirizzo sperimentale del liceo classico europeo, che affianca il preesistente liceo classico ordinario.
Dal 2014, il liceo Foscarini organizza il “FOSCAMUN”, una simulazione delle Nazioni Unite (MUN), al quale partecipano studenti provenienti da scuole partner di tutto il mondo (Stati Uniti, Messico, Germania, Austria, Spagna e Ghana). 

### Anni 2020 - La nascita del liceo scientifico internazionale
Con l’inizio dell’anno scolastico 2023-2024, è stata implementata la prima sezione del liceo scientifico internazionale con opzione in lingua cinese.